# .pn
A .pn a Pitcairn-szigetek internetes legfelső szintű tartomány kódja, melyet 1997-ben hoztak létre.